# باسم عبد الحميد حمودي
باسم عبد الحميد حمودي النعيمي (1356- 1445 هـ / 1937- 2024 م) هو ناقد وأديب عراقي، وباحث في الفلكلور.

## سيرته
ولد في بغداد يوم الأحد 20 ربيع الأول 1356هـ الموافق 30 مايو 1937م، وتخرَّج في قسم التاريخ بكلية التربية عام 1960، وشغل منصبَ رئيس تحرير مجلة التراث الشعبي الصادرة عن دار الشؤون الثقافية العامة، وكانت أول مقالة نشرها بعنوان «الفراغ» عام 1954، وهو عضو في الاتحاد العام للأدباء والكتَّاب في العراق.

## مؤلفاته
1. السيرة الشعبية والذات العربية
2. القضاء العرفي عند العرب: معجم المصطلحات
3. الناقد وقصة الحرب: دراسة تحليلية
4. الوجه الثالث للمرآة
5. تغريبة الخفاجي عامر العراقي
6. ديوان الأقلام
7. رحلة مع القصة العراقية
8. شارع الرشيد
9. عادات وتقاليد الحياة الشعبية العراقية
10. في دراما قصيدة الحرب: تنويع نقدي على قصيدة الفاو
11. في تفاصيل الحدث: الهامش في التاريخ العراقي
12. محمود العبطة فولكلوري عراقي يرحل 1920-1986
13. سحر الحقيقة: شخصيات وكتب ودراسات في التراث الشعبي
14. الباشا وفيصل والزعيم (رواية).

## وفاته
توفي باسم حمودي في بغداد يوم الجمعة 2 ذي القَعْدة 1445هـ الموافق 10 أيار 2024، عن عمر ناهز السادسة والثمانين.